# 白头文鸟
白头文鸟（学名：Lonchura maja），是梅花雀科文鸟属的一种，分布于马提尼克（引进种）、越南、泰国、印度尼西亚、马来西亚和新加坡。此物種也被引入葡萄牙。它棲息於濕地環境中。該物種的保護狀況被評估為無危。

## 分類
白頭文鳥由瑞典博物學家卡爾·林奈於1766年在其著作《自然系統》自然系統的雙名法中正式描述為Loxia maja。 林奈引用了喬治·愛德華茲的《馬六甲大雀》和馬蒂蘭·雅克·布里松的《中國的白頭文鳥》。 英國博物學家約翰·雷在1768年用「Maia」來形容一種古巴鳥類。 林奈將模式產地指定為東印度，該地點在1924年被修訂為馬六甲。 白頭文鳥現今被歸入英國博物學家威廉·亨利·賽克斯於1832年引入的文鳥屬（Lonchura）。 它被視為單型物種：沒有亞種被認可。

## 描述
體型較小（11 厘米），平均体重约为12.5克。頭部全白，棕色雀類。與黑頭文鳥相似，但棕色較淺，整個頭部和喉嚨皆為白色。幼鳥上半身棕色，臉部和下半身為米色。虹膜為棕色；喙為灰色；腳為淡藍色。叫聲為高音「啾啾」。

## 分佈與狀況
分佈於馬來半島、蘇門答臘、爪哇、巴厘島和蘇拉威西。在爪哇和巴厘島，它是一種常見且廣泛分佈的鳥類，最高可至1500 米。
栖息地包括种植园、乡村花园、耕地和湿地。

## 行為
它常棲息於沼澤和蘆葦叢中。像其他文鳥一樣，在稻米收割期間形成大型鳥群，但在繁殖季節則成對活動。其一般行為與其他文鳥類似。

### 覓食
以稻米和草籽為食。

### 繁殖
一般產四到五顆白色的蛋，偶爾會有六顆，巢為典型文鳥的球形草巢。在西爪哇，二月有繁殖紀錄。